# Holešovice

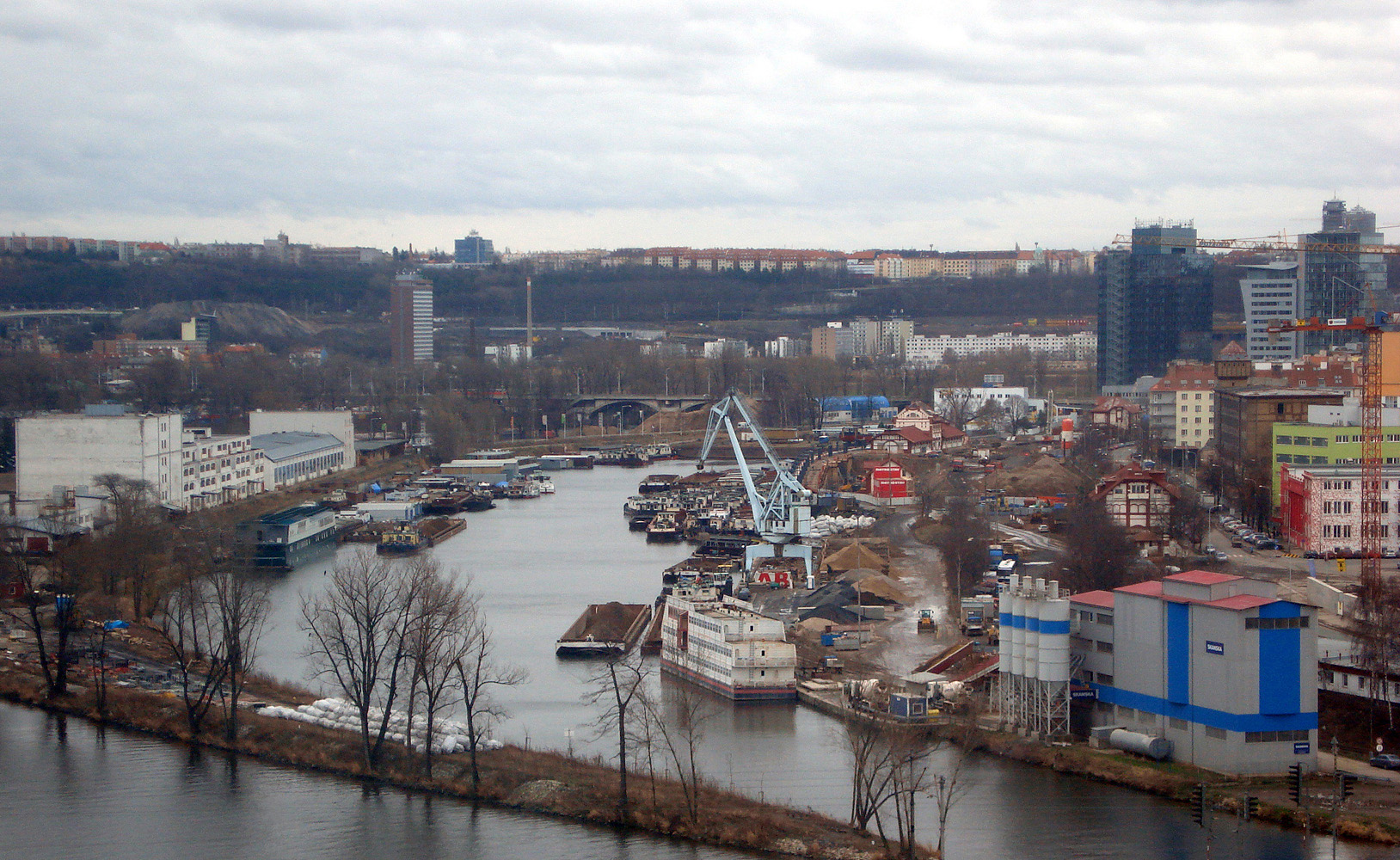
Hamnområde i Holešovice.

Holešovice är en stadsdel i norra Prag. I Holešovice finns bland annat Nationalgalleriets samlingar av modern europeisk konst samt en av Prags största järnvägsstationer, Nádraží Praha-Holešovice. 